# Salo Pasik
Salomón Pasik (Buenos Aires; 11 de septiembre de 1945 - Ibidem, 3 de enero de 2017), más conocido como Salo Pasik, fue un actor argentino, hermano mayor del también actor Mario Pasik.

## Carrera
Primer actor dramático de raza, Salo Pasik se crio en un seno familiar dirigido hacia la actuación. Su hermano menor es el también actor Mario Pasik.
Se inició profesionalmente en el teatro en 1971. Fue dirigido por prestigiosos directores como Hugo Urquijo, Augusto Fernandes, Sergio Renán, Oscar Barney Finn, Norma Aleandro, Laura Yusem, Villanueva Cosse y Augusto Boal, entre otros.
Trabajó en cine, en infinidades de ficciones y unitarios para la pantalla chica y en decenas de obras teatrales.
En 1985 se sumó a la compañía Teatro Fantástico como director teatral, radicándose con ella en Italia desde 1989 hasta 1994. Allí se dedicó a la dirección, a la docencia y a la actuación, ganando el Premio Fontana Di Roma 1991 y el Premio Provincia Di Savona 1992 a mejor actor.
Por su labor actoral ganó importantes premios como el Florencio Sánchez y el ACE. En 2004, la Asociación Argentina de Actores y el Senado de la Nación le otorgaron el Premio Podestá a la Trayectoria Honorable.
Salo Pasik falleció  a causa de un virus intrahospitalario a raíz de una operación de cadera el 3 de enero de 2017 a los 71 años de edad. La información de su deceso fue notificada por la Asociación Argentina de Actores. Sus restos descansan en el Panteón de Actores del Cementerio de la Chacarita. Su esposa es la actriz Silvia Vladimivsky, con quien creó el Teatro Fantástico de Buenos Aires.

## Trabajos

### Cine
- No habrá más penas ni olvido  (1983) como Periodista
- Pasajeros de una pesadilla (1984)
- Asesinato en el Senado de la Nación (1984)
- Las barras bravas (1985)
- Los amores de Kafka (1988)
- Más allá del límite (1995)
- Loco, posee la fórmula de la felicidad (2001)
- El hijo de la novia (2001) como Daniel
- El abrazo partido (2004)
- Solos (2006)
- Paco (2010)
- La suerte en tus manos (2012) como Rafael

### Televisión
- Rosa...de lejos (1980) como Claudio
- Aprendijuegos (1981)
- Dios se lo pague (1981) como Juan
- El oriental (1982)
- Por siempre tuyo (1985)
- Duro como la roca, frágil como el cristal (1985 - 1986)
- La era del ñandú (1987)
- ¡Grande, pa! (1992) como Juanma
- Sin Condena (1994)
- Poliladron (1994) como Marcos
- Para toda la vida (1994)
- Los machos (1994)
- Muerte dudosa telefilme (1994)
- El Signo (1997)
- El Rafa (1997)
- Ricos y famosos (1998) como Gomez
- Salvajes (1999)
- Campeones de la vida (1999 - 2001) como Hermes Pullicastro
- Un cortado, historias de café (2001)
- Tiempo final (2000 - 2002) (Un capítulo: "Broma pesada")
- Los simuladores (2002 - 2003)
- Rincón de luz (2003) como León Casares
- La niñera (2004) como Chiche
- Floricienta (2004 - 2005)
- Amor en custodia (2005) como Walter Pacheco
- Epitafios (2009)
- Champs 12 (2009 - 2010) como Santino
- Peter Punk (2011 - 2013) como Ray Punk
- Mi amor, mi amor (2012 - 2013) como Manuel Dalton
- La viuda de Rafael (2012) como El Sacerdote
- Las huellas del secretario (2013) como Federico Madero
- Esa mujer (2013) como Alfredo Morales
- Entre caníbales (2015) como el Pampeano
- Milagros en campaña (2015) como Arnaldo Groisman
- Variaciones Walsh (2015) como Santos Acosta
- La casa del mar (2015-2016)

## Teatro
- He visto a Dios.
- Alma en pena.
- La pulga en la oreja.
- El enganche.
- El nuevo mundo.
- Los disfrazados.
- Mi Obelisco y yo.
- Justo en lo mejor de mi vida.
- Así es la vida.
- Los ojos llenos de amor.
- Ensoñada.
- El contrabajo.
- Aquella vez + F-.
- La noche de los sonetos.
- Mucho ruido y pocas nueces.
- Azares del Quijote y Gardel.
- Hairspray.
- La caja la puerta la cruz.
- Una máscara del amor.
- Esperando la carroza.
- Todos los judíos fuera de Europa.
- El gavilán.
- Chispas.
- Feliz Cumpleaños, Papá.
- Walter.
- El Nombre, otros tangos 2 .
- Jettatore.
- El conventillo de la paloma .
- Eclipse de luna.
- Mateo .
- Persona¡Je!.
- Bonifatti y Perinelli.
- Chicago